# District de Münchwilen
Le district de Münchwilen est un des cinq districts du canton de Thurgovie. Il compte 49 349 habitants pour une superficie de 138,22 km2. Le chef-lieu est Münchwilen.

## Histoire
Le 1er janvier 2011, la commune d'Aadorf quitte le district de Frauenfeld pour rejoindre celui de Münchwilen. En revanche, Affeltrangen, Schönholzerswilen et Wuppenau sont détachées du district à cette date pour rejoindre le district de Weinfelden.

## Communes
Le district compte 13 communes depuis le 1er janvier 2011 :
| Nom                  | N° OFS | Population (décembre 2022) |
| -------------------- | ------ | -------------------------- |
| Aadorf               | 4551   | +009 422,                  |
| Bettwiesen           | 4716   | +001 275,                  |
| Bichelsee-Balterswil | 4721   | +003 007,                  |
| Braunau              | 4723   | +000855,                   |
| Eschlikon            | 4724   | +004 847,                  |
| Fischingen           | 4726   | +002 933,                  |
| Lommis               | 4741   | +001 254,                  |
| Münchwilen           | 4746   | +005 854,                  |
| Rickenbach           | 4751   | +002 999,                  |
| Sirnach              | 4761   | +007 963,                  |
| Tobel-Tägerschen     | 4776   | +001 616,                  |
| Wängi                | 4781   | +004 816,                  |
| Wilen                | 4786   | +002 508,                  |
| Total                | Total  | +049 349,                  |